# Lynn Haven
Lynn Haven é uma cidade localizada no estado americano da Flórida, no condado de Bay. Foi incorporada em 1913.

## Geografia
De acordo com o United States Census Bureau, a cidade tem uma área de 30,5 km², onde 26,9 km² estão cobertos por terra e 3,6 km² por água.

### Localidades na vizinhança
O diagrama seguinte representa as localidades num raio de 16 km ao redor de Lynn Haven.

## Demografia
Segundo o censo nacional de 2010, a sua população é de 18 493 habitantes e sua densidade populacional é de 688,54 hab/km². Possui 8 266 residências, que resulta em uma densidade de 307,76 residências/km².

## Geminações
A cidade de Lynn Haven é geminada com as seguintes municipalidades:
- Saint Cloud, Flórida, Estados Unidos